# 海航商業物業信託
海航商業物業信託（英語：HNA Commercial REIT）是海航集團旗下的房地產投資信託，分別在澳洲、英國和新加坡持有5個商業物業。海航商業物業信託的管理公司由海航集團與新加坡物業投資管理公司AEP Investment Management共同成立。
2017年，海航商業物業信託計劃在新加坡上市集資4億美元，海航集團計劃在海航商業物業信託上市後持有至少35%的股權。同年8月，海航商業物業信託的上市計劃暫停。